# Jean Duns Scot
Pour les articles homonymes, voir Scot.
Jean Duns Scot (vers 1266 à Duns - 1308 à Cologne), dit John Duns Scotus en anglais, Johannes Duns Scotus en allemand, surnommé le « Docteur subtil » (Doctor subtilis), est un théologien et philosophe écossais, fondateur de l’école scolastique dite scotiste. Il fut la fierté de l'ordre franciscain, et influença profondément Guillaume d'Ockham, de la même manière que Thomas d'Aquin le dominicain fut admiré de son ordre. L'école scotiste et l'école thomiste seront constamment en conflit, suivant les rivalités des deux ordres mendiants.
La philosophie scotiste est complexe. Duns Scot oppose à la doctrine thomiste de l'analogie de l'être sa propre doctrine de l'univocité de l'être : le concept d'étant se dit de la même manière pour tout ce qui est, y compris Dieu. La différence entre Dieu et les créatures n'est pas une différence d'être comme chez Thomas d'Aquin ou Maître Eckhart, elle tient à ce que Dieu est infini et la créature finie, sur un même plan ontologique. D'autre part, Duns Scot élabore une métaphysique de la singularité basée sur le concept d'individuation.
L'éthique de Jean Duns Scot met l'accent sur la volonté personnelle et la charité, dans la lignée d'Augustin et de Bonaventure. En théologie, le docteur franciscain est surtout connu pour son angélologie, ainsi que pour sa reconnaissance de l'Immaculée Conception de Marie. On lui donne à ce propos un autre surnom, le « Docteur marial », qui avait également été attribué à Bernard de Clairvaux.
Il  est reconnu bienheureux par l'Église catholique et fêté le 8 novembre.

## Biographie
Philosophe et théologien franciscain (1266-1308).
Né en 1266 (ou fin 1265) à Duns, en Écosse, d'où le surnom de Scotus.
Il entre chez les franciscains en 1280 et il est ordonné prêtre le 17 mars 1291. Commencée dans les collèges de son ordre, sa formation est complétée à l'université d'Oxford, où il reçoit, vers 1291-1293, l'enseignement de Guillaume de Ware. Contrairement à ce qu'ont pensé certains de ses biographes, il ne semble pas qu'il ait étudié à Paris, mais il connaît la logique parisienne grâce aux manuscrits en circulation et à l'enseignement de Simon de Faversham. C'est en effet entre 1290 et 1300 qu'il a dû composer ses œuvres de logique.
Bachelier sententiaire, il commence sa carrière à Oxford vers 1300-1301, avec le commentaire des Sentences de Pierre Lombard ; un abrégé de ce cours nous est parvenu sous le titre de Lectura. Mais c'est en 1300 ou 1302 qu'il aurait entamé, sur la recommandation du provincial franciscain d'Angleterre, son enseignement à l'université de Paris. Il se consacre à un nouveau commentaire des Sentences, lequel a été conservé sous forme de notes prises par les auditeurs : ce sont les Reportata parisiensia.
En 1302, Duns Scot assiste à la question disputée sur la louange de Dieu. C'est son maître, Gonzalve d'Espagne, qui est en position de disputant, et l'objectant n'est autre que Maître Eckhart. Cette controverse oppose le volontarisme du futur ministre général des franciscains, à l'intellectualisme du célèbre dominicain rhénan. Eckhart rapporte la dispute dans un sermon : « J'ai dit dans l'école que l'intellect était plus noble que la volonté, bien qu'elles appartinssent l'une et l'autre à cette lumière. Un maître a dit alors dans une autre école que c'était la volonté qui était plus noble que l'intellect [...] ».
En juin 1303, le roi Philippe le Bel ordonne à tous les religieux résidant en France de signer une pétition appelant à la réunion d'un concile contre le pape Boniface VIII, sous peine de devoir quitter le royaume dans les trois jours. Duns Scot refuse de signer cette pétition et retourne probablement à Oxford, où il reprend son enseignement. Boniface VIII, par une Bulle du 15 août 1303, interdit à l'Université de Paris de délivrer des grades en théologie, en droit civil et en droit canonique. Vers la fin de l'année 1304, le nouveau pape, Benoît XI, lève les mesures de Boniface VIII contre l'Université. Plusieurs spécialistes de Duns Scot ont pensé que c'est à la suite de cette décision de Benoît XI que Gonzalve d'Espagne, devenu entre-temps Ministre général de l'Ordre, fit revenir Duns Scot à Paris, mais selon William Courtenay, le retour des non-signataires en France fut autorisé dès la mort de Boniface VIII, en octobre 1303. Dans ce cas, l'exil de Duns Scot n'aurait pas duré beaucoup plus longtemps que les vacances académiques de 1303.
En 1305, il est fait docteur, et en 1306-1307, maître régent, c'est-à-dire directeur des études du studium franciscain, maison de formation rattachée à l'université.
Il quitte Paris pour Cologne, où sa présence en tant que « lector Coloniæ » est attestée par un document daté de février 1308. On ignore le motif de son changement d'affectation, qui, selon une tradition vraisemblable remontant à Guillaume de Vorillon, fut décidé par Gonzalve d'Espagne, alors ministre général de l'ordre franciscain,. À Cologne, il reçoit la charge de lector principalis pour l'implantation franciscaine dans cette ville. C'est là qu'il meurt, le 8 novembre 1308, laissant inachevée l'Ordinatio, troisième commentaire des Sentences.
Sa tombe est toujours visible dans l'ancienne église des frères mineurs. Vénéré par l'ordre franciscain pour sa défense de l'Immaculée Conception, puis dans le diocèse de Nole (Italie), Duns Scot a été béatifié en 1993.
Il a laissé un grand nombre d'œuvres, dont la chronologie est cependant difficile à établir précisément.

## Philosophie
La philosophie de Duns Scot doit être resituée dans un environnement intellectuel très complexe : celui de la scolastique après 1277. Dans les trois premiers quarts du XIIIe siècle, les maîtres universitaires avaient découvert avec enthousiasme le corpus aristotélicien (traduit en latin), et proposé des sortes de synthèses entre la philosophie et la foi chrétienne, au niveau de la méthode et/ou de la doctrine : c'est l'époque des Sommes, dont la plus connue est celle de Thomas d'Aquin. Cependant, si, au départ, on pouvait espérer que la pensée profane viendrait étayer et confirmer rationnellement la pensée religieuse, vint un moment où l'on se mit à craindre que le corpus aristotélicien ne prît le pas sur la révélation chrétienne. Aristote et certains commentateurs arabes n'affirmaient-ils pas que la nature avait doté l'homme de la capacité d'atteindre au bonheur, à savoir la contemplation du divin (le "premier moteur") par l'intellect ? Et que penser des positions philosophiques clairement incompatibles avec la doctrine chrétienne ? Poignantes interrogations, dont les condamnations de 1277 se firent l'écho : cette année-là, l'évêque de Paris, Étienne Tempier, condamnait 219 thèses de maîtres artiens (= de la faculté de philosophie) et pourchassait le spectre de ce que l'on a appelé l'averroïsme latin. Un coup d'arrêt était ainsi donné à l'aristotélisme, dont allait profiter le courant rival : ce néoplatonisme dont on redécouvrait alors les œuvres, mais dont la pensée était déjà connue entre les lignes de saint Augustin ou d'Avicenne.
La scolastique a ainsi été tenue de se réorganiser entre aristotélisme critique et augustinisme avicennisant. Telle fut la tâche de la génération intermédiaire entre Thomas d'Aquin et Duns Scot, dont les figures dominantes restent à Paris Henri de Gand et Godefroid de Fontaines, et dans l'ordre franciscain Pierre de Jean Olivi. Telle fut également la tâche de Duns Scot, et il entendit la mener dans la fidélité à la tradition franciscaine. C'est pourquoi il s'oppose à l'intellectualisme, c'est-à-dire une vision métaphysique qui, parce qu'elle exalte l'intellect humain, se voit souvent marquée par une pensée de la nécessité, de l'émanation, de la généralisation, voire du destin. Le contrepied de cela, c'est une métaphysique qui met au premier plan la volonté (d'où l'étiquette de volontarisme), entendue comme l'autonomie rationnelle de l'individu, dont la liberté est à l'œuvre dans un monde contingent. Cette formule, Duns Scot la déploie tout au long de sa philosophie, dont certains aspects vont être ci-dessous exposés, à travers l'épistémologie, la théorie de la connaissance et la métaphysique.

### Épistémologie

#### Raison et révélation
Duns Scot, comme une grande partie des philosophes scolastiques, sépare nettement philosophie et théologie, mais recourt souvent à l'une pour éclairer l'autre. On peut dire que la pensée de Duns Scot est préoccupée de tirer toutes les conséquences rationnelles du dogme de la liberté de la création divine. Mais, rejetant les raisonnements censés expliquer les plans divins par des arguments tirés de l'idée de nécessité, il affirme le caractère contingent des lois instituées par Dieu : « Non quaerenda ratio quorum non est ratio. » (on ne doit pas chercher la raison de ce dont il n'y a pas de raison). Sa méthode a ainsi pu paraître purement critique à l'égard de la raison et être une forme de scepticisme.
Comme la majorité des scolastiques, Duns Scot pense que Dieu peut être cherché par la raison, même s'il y a une révélation, car croire ce n'est pas comprendre. Brièvement dit, il y a donc une science de Dieu, dont la connaissance comporte plusieurs degrés :
- au plus haut est la connaissance de Dieu dans son essence, mais elle ne se trouve qu'en Dieu ; c'est la théologie parfaite ;
- vient ensuite la théologie des anges et des bienheureux qui est un don de Dieu ;
- vient ensuite la connaissance que nous pouvons en avoir par notre entendement, et que Duns Scot divise en deux :
  - la théologie humaine qui s'appuie sur la révélation ;
  - la philosophie qui se passe de l'autorité de l'Église et des livres saints.

La théologie humaine a besoin des connaissances profanes, mais elle leur reste pourtant supérieure par la nature de son objet. Ainsi les sciences sont-elles subordonnées à la foi. La philosophie est subordonnée à la théologie et doit s'accorder avec les Saintes Écritures, bien qu'elle en soit indépendante dans son registre propre.
Comme l'écrit judicieusement Étienne Gilson (op. cit. p. 42-43) : «L'opposition de Duns Scot à Thomas d'Aquin sur ce point [la spécificité distincte de l'objet propre de la théologie] exprime le refus d'admettre qu'il y ait une aire parfaitement commune à la métaphysique et à la théologie. Elle suggère (…) que si la métaphysique est la science de l'être, la théologie seule est compétente pour traiter directement de Dieu, considéré précisément en tant que Dieu».

#### Connaissance en soi et par rapport à nous
Duns Scot définit la science comme l'intuition complète de l'objet de cette science, i.e. la connaissance de son essence et des conséquences qui découlent de ce principe. Mais c'est une connaissance qui n'est pas pour nous possible, et il distingue alors la science en soi et la science pour nous. Il y aura donc deux méthodes scientifiques bien distinctes :
« Le propre de la métaphysique est de fonder ses divisions et définitions sur l'essence, puis de faire des démonstrations par la considération des causes essentielles absolument premières. Mais c'est le propre de la métaphysique en soi. »
Cette connaissance a priori n'est pas possible, car :
«[…] par suite de la faiblesse de notre entendement, c'est en partant des choses sensibles et moins connues en elles-mêmes que nous venons à la connaissance des choses immatérielles qui sont en soi plus connues et devraient être en métaphysique prises comme les principes de la connaissance des autres choses. » (Questions sur la Métaphysique)
Nous ne pouvons donc partir de la notion de Dieu pour en déduire tout le reste. Rien ne nous est naturellement connu avant l'expérience qui nous vient des sens (il n'y a pas d'idée innée, ni d'intuition de l'absolu), et toute connaissance sera ainsi a posteriori.

#### Division des sciences
Il divise les sciences en deux suivant leur objet : d'une part les sciences qui portent sur des êtres (mathématiques, métaphysique, physique qui sont les sciences théorétiques d'Aristote) ; d'autre part les sciences qui ont pour objet les formes de la pensée et les lois du langage (logique, rhétorique, grammaire). Dans la logique, il distingue la logique formelle (qui est une science, i.e. une théorie des démonstrations nécessaires) et la logique pratique (qui est un art de la discussion sur ce qui est probable).

### Théorie de la connaissance
La méthode scolastique s'inspire d'Aristote. Or, celui-ci distinguait la sensation, qui n'existe pas sans les organes corporels (elle est donc commune à tous les animaux) et l'intellect qui en est indépendant (du moins dans l'interprétation scolastique du philosophe) et n'appartient qu'à l'homme. Cette distinction est reprise dans la scolastique. L'étude de ces facultés pose les problèmes suivant pour la connaissance :
- quel est le rôle de l'intellect dans la connaissance ?
- quelle connaissance l'âme a-t-elle d'elle-même ?
- quelle connaissance avons-nous de Dieu ?
- quel rapport y a-t-il entre notre intellect et Dieu en tant que principe ?

#### La sensation
Duns Scot admet l'existence de cinq sens externes (sièges et sujets de la sensation) et d'un sens commun interne. Il rejette le sens appréciatif de certaines théories selon lesquelles ce sens est une faculté inférieure à l'entendement, et qui ferait sentir sans juger ce qui est utile et ce qui est nuisible. Il semble en outre parfois confondre en un seul sens le sens commun, la mémoire (car le temps n'est pas perçu par les sens) et l'imagination (car l'imagination complète parfois les sensations).
Les cinq sens se distinguent par leur organe ; chaque sens fait connaître des contraires du même ordre. Quant au sens commun, cause et racine des sens particuliers, et qui a sa base dans le cœur et sa terminaison dans le cerveau, il a pour objet les sensibles propres et les sensibles communs, telles que la grandeur et la figure. Il nous fait ainsi connaître les différences des sensibles d'ordres différents. Duns Scot emploie l'image du centre du cercle : le centre reçoit les informations de chaque sens qui sont à la périphérie.
Pour Duns Scot, la sensation n'est pas entièrement passive ; elle a une certaine activité (De anima, 7). En effet, s'il faut qu'un organe soit d'abord modifié pour qu'il y ait sensation, il peut y avoir des modifications sans sensations quand l'activité de l'âme est suspendue ou tournée d'un autre côté. Il faut donc que l'âme agisse avec la cause de la modification d'un organe pour que se produise une sensation.
Dans la scolastique, ces modifications des organes sont des impressions d'espèces sensibles, dont Duns Scott distingue trois sortes (De Rerum Principio, 14) :
- l'apparence attachée à l'objet ;
- l'espèce entre l'objet et l'organe ;
- l'espèce formée dans l'organe.

Cette théorie doit tout d'abord être distinguée de la théorie des émanations de Démocrite et d'Épicure ; en effet, l'émanation est produite par les mouvements des atomes, et sur ce point Aristote ne se prononce pas. En revanche, la scolastique admet que la sensation soit produite par un changement dans le milieu entre l'objet et l'organe ; la connaissance n'est ainsi pas directe. Duns Scot semble cependant admettre la possibilité d'une connaissance sans milieu intermédiaire dans le cas du toucher (et cela, au contraire d'Aristote).
Il reste que la sensation nous fait connaître directement les qualités des choses telles qu'elles sont, mais cette connaissance a besoin de l'entendement.

#### L'intellect
« L'intellect a des opérations propres qui le distinguent de la puissance sensitive : ces opérations sont la conception universelle, l'analyse et la synthèse, le raisonnement. » (In ium. sent. 3, 6).
L'intellect nous fait donc concevoir les espèces et les genres, les principes et les liens entre nos idées. L'objet adéquat de l'intellect est l'être en général, i.e. que toutes nos pensées se ramènent aux catégories de l'être, car tous nos objets de pensée (genre, espèce, individu, rapport, qualité) sont des êtres ou des modifications de l'être. Mais il ne nous fait rien connaître sans le secours des sens, de même que sans la possession de l'intellect et la réflexion sur ses opérations, nous n'avons pas la science mais seulement des sensations par lesquelles nous ne pouvons pas nous élever à la question de la vérité et de la réalité d'une chose sentie. Réduit à la sensation, à un état animal, nous sentons mais ne jugeons pas :
« Savoir, c'est percevoir la vérité d'une chose ; tel n'est pas le rôle du sens, mais seulement de la raison. » (Ibid.)
Ainsi l'intellect reconnaît-il la vérité ; mais, en outre, c'est par lui que nous acquérons la certitude sur des choses particulières. L'intellect exerce alors un contrôle sur les sens pour éviter l'erreur :
- en comparant les données des sens, et en les rectifiant ;
- en jugeant d'après des principes (causalité, contradiction, etc.) ce qui est possible ou impossible.

L'intellect découvre donc dans les sens ce qui est certain ; et, en conséquence, selon Duns Scot, il peut connaître directement les particuliers. « De grands hommes se sont trompés » sur ce point (i.e. Thomas d'Aquin), en affirmant que l'intellect a pour objet de connaissance immédiat l'universel dégagé de l'espèce sensible, et en suivant Aristote selon qui le particulier n'est connu que par les sens. Selon Thomas, pour déterminer ce qui individualise un être, il faut le caractériser par des termes génériques (tel individu est un homme, il est théologien, il est ceci et cela, etc.), jusqu'à ce que nous soyons obligés de distinguer deux individus par leurs espèces sensibles. Or, pour Duns Scot, cette distinction par les espèces sensibles est justement un jugement de l'intellect ; c'est l'intellect qui juge de la vérité des données des sens, donc les espèces sensibles ne nous font pas connaître les individus.

#### Les universaux
L'intellect conçoit les choses générales ; mais comment arrivons-nous à ces connaissances ? La connaissance des universaux implique une généralisation et la connaissance des lois : ainsi connaissons-nous à part l'idée d'animal et les qualités qu'on lui rattache. Duns Scot rejette l'idée que nous puissions connaître les universaux par un principe supérieur ou une sorte de révélation surnaturelle ; mais il rejette également l'idée que l'universalité puisse venir des sens (car ils ne saisissent que la présence d'un objet).
Il faut alors distinguer deux rôles de l'intellect, un rôle par lequel il produit l'universel, et un rôle par lequel il le connaît. Autrement dit, il faut distinguer un intellect actif et un intellect possible. L'intellect possible est la pensée en acte ou en puissance, et l'intellect actif est ce qui cause la pensée. L'intellect est alors un habitus principiorum, un état des principes, ce que va expliciter la théorie des espèces intelligibles.

#### L'espèce intelligible
De cette division de l'intellect en agent actif et agent possible découle en effet l'idée de l'existence des espèces intelligibles. L'espèce intelligible est définie comme le produit de l'intellect agent en transformant les données des sens ou de la mémoire. Alors que l'espèce sensible est dans l'âme et dans l'organe, l'espèce intelligible est dans l'âme, et elle est « une forme nouvelle que revêt l'intelligence. » L'universel est donc créé et pensé ; ce qui vient alors à l'intelligence, après avoir reçu des images, c'est une forme qu'elle se donne à elle-même et qui précède logiquement la pensée, et qui y subsiste quand la pensée n'est plus en acte. Mais ce qui subsiste n'est pas une idée (car on saurait qu'on l'a), c'est une réalité supérieure à la pensée et à la représentation, dans la mesure où, au contraire de la pensée, elle est permanente.

### Métaphysique

#### L'univocité de l'être
Duns Scot a théorisé la notion d'univocité de l'être. Il s'en sert contre Henri de Gand. Il la définit ainsi : 
« [...] je dis que Dieu n'est pas seulement conçu dans un concept analogue au concept de la créature, c'est-à-dire [un concept] qui soit entièrement autre que celui qui est dit de la créature, mais dans un certain concept univoque à lui et à la créature. »
L'être a selon Duns Scot la même signification, qu'il s'applique à la substance ou à l'accident, à Dieu ou aux créatures. C'est une différence de degré qui distingue Dieu des créatures, il est infini alors qu'elles sont finies. Ainsi, explique l'historien de la philosophie Émile Bréhier.

#### Le problème de l'individuation
Duns Scot invente le concept d'individuation ou « eccéité » : il critique les philosophies qui donnent trop d'importance au mode d'être général et qui ne peuvent expliquer l'existence d'individus singuliers. Sa cible principale, d'après Paolo Virno, est l'hylémorphisme : c'est-à-dire la théorie qui définit tout être comme un composé de matière et de forme, la matière assurant l'individuation de par son indétermination originelle, et la forme assurant la détermination de la matière. Cette théorie est une radicalisation de l'ontologie aristotélicienne, et on la trouve par exemple chez Thomas d'Aquin. Scot s'y oppose, et refuse d'admettre que la matière, indéterminée, puisse individuer des êtres. Ce ne saurait non plus être le rôle de la forme, qui est toujours générale. La cause de l'individualité serait donc l'eccéité, ou individuation : ce qui fait que Socrate est l'individu Socrate, c'est sa « Socratéité » elle-même. Il n'y a pas d'autre cause de l'individuation à chercher que l'individuation elle-même : aucune autre cause ne saurait expliquer l'existence d'individus singuliers. Pour démontrer sa thèse, Scot utilise le paradigme angélologique : comment peut-il y avoir des anges singuliers et différenciés, si l'ange n'est que pure forme, c'est-à-dire dépourvu de matière individuante, et déterminé de manière générale uniquement ? Il y a là une contradiction : la composition de matière et de forme est insuffisante pour expliquer l'individualité des anges. Il faut donc postuler un principe antérieur à la composition de forme et de matière, et ce principe est l'individuation ontologique.
Paolo Virno retrace une continuité philosophique entre Duns Scot et Gilbert Simondon : leur position commune serait, selon le philosophe italien, un refus de l'universel et de l'individu à la fois, au nom de l'individuation comme processus. En effet, l'universel désigne l'effacement total de la singularité, l'indifférenciation absolue ; et l'individu désigne une entité figée, statique, au contraire de l'individuation ou devenir-individu, qui désigne la véritable singularité. Cette interprétation est proche de celle de Gilles Deleuze, et apparente Duns Scot à la gauche philosophique : la notion d'individuation, ou encore « transindividuation », « individuation collective », selon la terminologie de Simondon, s'oppose ici à la notion libérale d'individu comme source limitée et déterminée de la propriété privée et du droit.
Le concept d'eccéité sera repris et critiqué par Leibniz, qui était de tendance anti-scotiste. En effet, d'après Yvon Belaval, Leibniz donne une interprétation épistémologique du principe d'individuation, tandis que la version de Scot était ontologique.

#### Les preuves de l'existence de Dieu
Selon Duns Scot, la théologie humaine a besoin des autres sciences, mais elle leur reste pourtant supérieure par la nature de son objet. Ainsi les sciences sont-elles subordonnées à la foi. La philosophie relève de la théologie et doit s'accorder avec les Saintes Écritures, bien qu'elle en soit indépendante. Que peut alors la raison naturelle pour connaître Dieu ? Puisque Dieu seul se connaît sub ratione deitatis, nous avons besoin de démonstrations.
Nous pouvons connaître qu'il y a un Dieu, c'est-à-dire un être infini et nécessaire, mais cette connaissance n'est pas la connaissance de l'essence. Nous savons que Dieu est, nous ne savons ce qu'il est. La connaissance de l'essence de Dieu nous ferait connaître a priori son existence ; en l'absence de cette connaissance, nous devons raisonner a posteriori, c'est-à-dire que nous ne formons l'idée de Dieu que d'après le témoignage des sens, et c'est en remontant de l'effet à la cause que nous pouvons fournir la preuve de son existence.
Ce raisonnement commence par la question de savoir s'il y a quelque être infini : utrum in entibus sit aliquid actu existens infinitum. Nous avons en effet l'idée d'un être infini, mais c'est une notion formée à l'aide d'autres notions. Dieu devra alors être conçu comme cause efficiente : puisque le néant ne peut rien produire, et qu'une chose ne peut se produire elle-même, tout ce qui est produit est produit par autre chose ; et cet autre chose, parce que l'on ne peut remonter à l'infini, doit être par elle-même et n'être pas produite. Ainsi chaque être est-il dans une série et causé par autre chose que soi, mais en dehors de cette série, il y a une cause efficiente d'une autre nature. La série contingente des êtres suppose un être nécessaire.
Cette cause première est également la fin suprême, en effet :
- ce qui agit par soi-même, agit en vue d'une fin ;
- la fin précède donc l'action ;
- comme il ne peut y avoir de fin suprême précédant la cause première ;
- la cause première et la fin suprême sont une seule et même chose.

D'autre part, Duns Scot propose également une preuve par l'idée de nature éminente. Il en déduit que Dieu est nécessaire et un, qu'il possède intelligence et volonté et qu'il est infini. En effet, un être qui est par soi ne peut être produit ni détruit ; c'est un être nécessaire. Cet être ne peut qu'être unique, car par quoi pourraient se différencier deux êtres nécessaires si ce n'est par quelque accident qui contredirait leur nature ? Il ne peut donc y avoir deux natures éminentes.

## Postérité

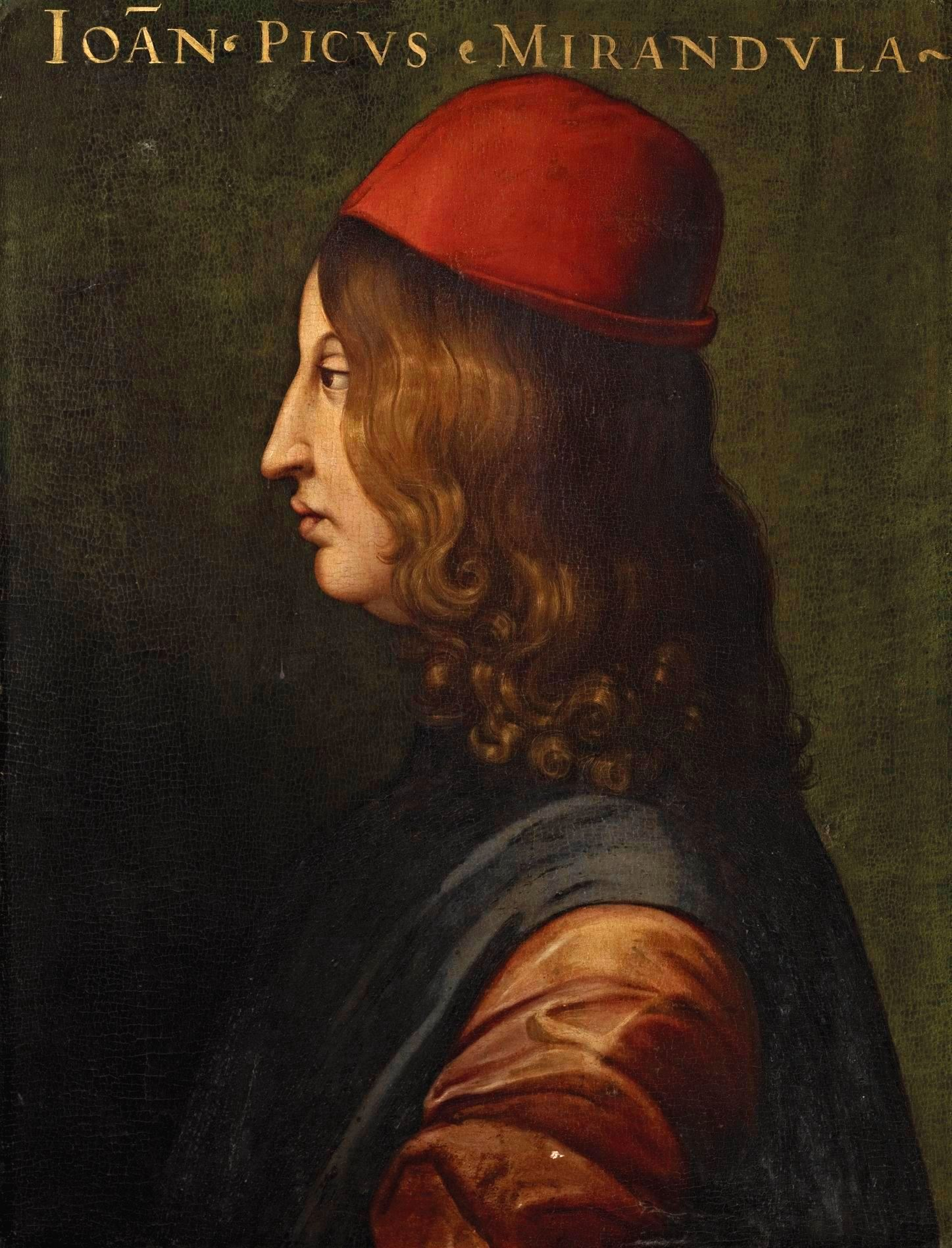
Le philosophe Jean Pic de la Mirandole, admirateur de Duns Scot à la Renaissance.

Duns Scot est admiré et sa pensée est institutionnalisée au Moyen Âge. Le spécialiste Jacob Schmutz parle de « théologie normale » au sens de T. S. Kuhn. La pensée de Duns Scot se retrouve au sein de l'école scotiste qui rassemble de nombreux disciples. Elle s'oppose aux principaux courants de son temps, notamment les écoles thomiste et nominaliste. Le nominalisme ou terminisme connaîtra d'ailleurs un progrès notable sous l'égide d'un disciple hétérodoxe de Duns Scot, le philosophe et logicien franciscain Guillaume d'Ockham, qui privilégie le dialogue avec son maître pour développer sa propre pensée dans ses œuvres. Le scotisme garde son statut de philosophie majeure jusque chez Pic de la Mirandole, qui consacre une section à Duns Scot dans ses 900 conclusions en 1486, à côté de Thomas d'Aquin. Pic essaie de réconcilier les deux écoles rivales. Dans son Discours de la dignité de l'homme, il loue chez Scot « quelque chose de vigoureux et de tranchant (vegetum quiddam atque discussum) ».
La pensée scotiste est tournée en ridicule à la Renaissance par des écrivains importants de l'époque, par exemple Érasme dans l’Éloge de la Folie en 1511 et Rabelais. Ce dernier moque le scotisme dans son Gargantua en 1534, où « Maître Jean d'Écosse » sert de caution à l'opinion que « la béatitude des héros et semi-dieux est en ce qu'ils se torchent le cul d'un oison ». Ainsi, le surnom de « docteur subtil » attribué à Duns Scot est à double sens. Il signifiait à l'origine une pensée rigoureuse et fine, à la Renaissance il désigne l'excès de subtilités vaines et obscures.
Le XVIIe siècle connaît une recrudescence du scotisme : l'écho de ses positions chez Descartes, concernant l'infini par exemple, a été démontré. Leibniz se met à l'école du scotisme dans sa jeunesse intellectuelle.
La philosophie scotiste ressurgit chez des philosophes contemporains très différents.
Peirce s'en réclame pour fonder une métaphysique « scientifique », à partir de la compréhension de l'être comme genre logique ou concept général. Il fait de Scot un précurseur du pragmatisme.
Heidegger lui consacre sa thèse de doctorat, considérant Scot comme un des penseurs qui finalisent au Moyen Âge l'ontothéologie, c'est-à-dire la réduction de l'Être à Dieu comme étant suprême et général.
Deleuze lit Scot comme un penseur anti-théologique : la doctrine de l'univocité de l'être, c'est-à-dire que l'étant est commun à Dieu et aux créatures, serait une arme contre la conception analogique et transcendante de Dieu. En effet, Dieu est selon Thomas, Être de manière suréminente, sans commune mesure avec l'ensemble du créé. Duns Scot annoncerait ainsi la philosophie immanentiste de Spinoza. Il remplacerait le couple de la théologie (sacra doctrina) et de la philosophie conçue comme ancilla theologiae, servante de la théologie, fondée sur l’analogia entis par une ontologie unique, dépliant l'être et la pensée sur un même plan d'immanence.
Duns Scot a été béatifié le 20 mars 1993 par le pape Jean-Paul II, à Rome. Plus précisément, il s'agit de l'annonce solennelle d'une « confirmation de culte » : le pontife romain autorise solennellement à lui rendre un culte avec le titre de bienheureux qui lui était donné depuis des siècles sur des bases plus ou moins bien fondées.

## Œuvres
- Avant 1295:
  - Parva logicalia
    - Quaestiones super Porphyrii Isagogem
    - Quaestiones in librum Praedicamentorum
    - Quaestiones in I et II librum Perihermeneias
    - Octo quaestiones in duos libros Perihermeneias
    - Quaestiones in libros Elenchorum
- Quaestiones super libros De anima (1295-1298?)
- Quaestiones super libros Metaphysicorum Aristotelis (Questions sur la Métaphysique, avant et autour de 1300)
- Notabilia Scoti super Metaphysicam (notes sur les livres II-X e XII de la Métaphysique d’Aristote, découvertes en 1996[31])
- Lectura (sur les Sentences de Pierre Lombard)
  - Livres 1 et 2 (1300-1301)
  - Livre 3 (1303-04)
  - Livre 4 (perdu)
- Ordinatio ou Opus Oxoniense (texte revu par Duns Scot de Lectura, livres 1 et 2 été 1300-1302, livres 3 et 4 1303-1304)
- Collationes oxonienses (1303-04 ou 1305-08)
- Collationes parisienses (1302-07)
- Reportatio parisiensis (Paris, 1302-07)
- Quaestiones Quodlibetales (édition par Felix Alluntis dans Obras del Doctor Sutil, Juan Duns Escoto, Madrid, Biblioteca de Autores Cristianos, 1963)
- Tractatus de Primo Principio (1307-08)
- Theoremata (date incertaine)

### Traductions françaises
- Traité du premier principe (Tractatus de primo principio), traduit du latin, sous la direction de Ruedi Imbach, par Jean-Daniel Cavigioli, Jean-Marie Meilland, François-Xavier Putallaz, Cahiers de la Revue de théologie et de philosophie, no 10, Lausanne, 1983, 110 p., (BNF 34808392).
- Extraits de Lectura in Sententiarum (Commentaire du livre des sentences de Pierre Lombard) (vers 1293 ?)
  - La théologie comme science pratique (Prologue de la Lectura), introduction, traduction du latin et notes par Gérard Sondag, éditions J. Vrin, coll. « Bibliothèque des textes philosophiques », Paris, 1996, 232 p.,  (ISBN 978-2-71161289-5).
  - La Cause du Vouloir suivi de L'Objet de la Jouissance, trad. François Loiret, Paris, Belles Lettres, 2009, XCV - 121 p. Extraits de Lectura, livre II, distinction 25.
- Signification et vérité. Questions sur le Peri hermeneias d'Aristote, trad. G. Sondag, Éditeur : Vrin, Collection : "Translatio", 19 janvier 2009.
- Extraits de l' Ordinatio (Ordonnancement) ou Opus oxoniense (Œuvre oxonienne) (vers 1300) :
  - Prologue de l'Ordinatio, PUF, coll. "Épiméthée", 1999.
  - L'image, Vrin, 1993. Ordinatio I dist. 3, pars 3, qu. 1-4.
  - Sur la connaissance de Dieu et l'univocité de l'étant, trad. Olivier Boulnois, PUF, coll. Épiméthée, 1988. Ordinatio I, dist. 3, pars 1.
  - Le principe d'individuation (De principio individuationis) (vers 1300), Vrin, 2005, trad. G. Sondag. Ordinatio II, pars 3, d 1, qu. 1-7.
  - Philosophes médiévaux des XIIIe et XIVe s., Paris, 10/18, p. 167-206
  - La puissance et son ombre, Paris, Aubier, 1994, p. 267-285.
  - Pluralité des formes et unité de l'être, trad. A. de Muralt, in Studia philosophica, XXXIV (1974), p. 64-92.
- Questions sur la métaphysique d'Aristote, Volume I (Livres I à III), trad. D. Arbib et O. Boulnois, PUF, coll. Épiméthée, 2017.

### Travaux biographiques
La très probablement légendaire inhumation prématurée de Duns Scot a été réfutée par des franciscains du dix-septième siècle, notamment :
- Luke Wadding, notice Authoris Vita dans Ioannes Duns Scotus, Opera omnia, t. 1, Lyon, 1639, p. 15-16. Se lit aussi dans les Annales Minorum du même Wadding (rééd. Quaracchi, 1931, t. 6, p. 124-131).

La première attestation connue de ce thème (vers 1400) a été publiée dans :
- K. J. Heilig, « Zum Tode des Johannes Duns Scot », Historisches Jahrbuch, t. 49, 1929, p. 641-645. Pour une discussion de cet article, voir Abate, Giuseppe, « La tomba del ven. Giovanni Duns Scoto (…) », Miscellanea francescana, Rome, 45 (1945), p. 29-79, qui renvoie à Collectanea Franciscana, t. 1, 1931, p. 121.

### Philosophie de Duns Scot
(par ordre alphabétique)
- Olivier Boulnois, Duns Scot. La rigueur de la charité, Éditeur : Le Cerf, Collection : Initiation, 20 janvier 1998.
- Laurent Cesalli, Le réalisme propositionnel : sémantique et ontologie des propositions chez Jean Duns Scot, Gauthier Burley, Richard Brinkley et Jean Wyclif, éditions J. Vrin, coll. « Sic et non », Paris, 2007, 476 p.,  (ISBN 978-2-7116-1856-9). – Texte remanié d'une thèse de doctorat en philosophie, soutenue en 2003 devant l'université de Genève.
- Odile Gilon, « Indifférence de l'essence et métaphysique chez Jean Duns Scot », éditions Ousia, Bruxelles, 2012, 568 p.,  (ISBN 978-2-87060-164-8).
- Étienne Gilson, Jean Duns Scot, Introduction à ses positions fondamentales, Vrin, « Vrin-Reprise », Paris, 700 p.,  (ISBN 978-2-7116-0288-9).
- Jad Hatem, La Liberté sans déclin. Madame Guyon, Duns Scot, Schelling, Secrétan, Bucarest, Zeta Books, 2018.
- André Hayen, « Deux théologiens : Jean Duns Scot et Thomas d'Aquin », Revue philosophique de Louvain, vol. 51, no 30,‎ 1953, p. 233-294 (lire en ligne, consulté le 4 mai 2017).
- Martin Heidegger, Le Traité des catégories et de la signification chez Duns Scot, Paris, Gallimard, 1970 (Nouv. éd. 2019).
- Mary Beth Ingham, Initiation à la pensée de Jean Duns Scot (trad. française de Scotus for Dunces. An Introduction to the Subtle Doctor, par Y. Soudan), Éditions Franciscaines, janvier 2009. 342 p., 13,5 x 18 cm.  (ISBN 978-2-85020-235-3).
- François Loiret, Volonté et Infini chez Duns Scot, Paris, Kimé, 2003 (ISBN /2-84174-297-0).
- Gérard Sondag, Duns Scot : La métaphysique de la singularité, Librairie Philosophique Vrin, Collection : Bibliothèque des philosophies, 4 avril 2005.
- Paul Vignaux, Philosophie au Moyen Âge : précédé d'une introduction nouvelle, suivi de Lire Duns Scot aujourd'hui, éditions Castella, Albeuve, 1986, 276 p.,  (ISBN 978-2-88087-025-6)
- Jean Duns Scot ou la Révolution subtile, entretiens et présentation, par Christine Goémé, coédition : Fac éditions et France-Culture, Paris, 1982, 102 p.,  (ISBN 978-2-903422-10-3).

### Réception par la postérité
- Jacob Schmutz, « L'héritage des subtils cartographie du scotisme de l'âge classique », Les Études philosophiques, vol. 1, no 60,‎ 2002, p. 51-81 (lire en ligne, consulté le 18 avril 2017).
- Marie-Luce Demonet, Les philosophes obscurs : traits et ombres scotistes à l'époque de Rabelais, dans : Jean Dupèbe et al. (éds.), Esculape et Dionysos, Mélanges en l'honneur de Jean Céard, Genève, Droz, 2008, p. 26-47.
- François Loiret, Duns Scot au regard de la philosophie contemporaine : Blumenberg et Arendt, Laurentianum, 51, Fasc. 1-2, 2010, p. 155-190.
- R. Trent Pomplun, « John Duns Scotus in the History of Medieval Philosophy from the Sixteenth Century to Étienne Gilson (†1978), »,  Bulletin de philosophie médiévale 58 (2016), p. 355–445, consultable sur Academia.
- Martin Steffens, « Jean Duns Scot, théologien de la liberté », Le Verbe,‎ 2020 (lire en ligne).